# Lin Chej-er
Lin Chej-er (čínsky: 林黑兒, zjednodušeně: 林黑儿, pchin-jin: Lín Hēier; 1871  – 1900?) byla na straně čínských rebelů během boxerského povstání (čínsky: 義和團, zjednodušeně: 义和团, pchin-jin: Yìhétuán), známá mezi svými stoupenci také jako svatá matka žlutého lotosu (čínsky: 黃蓮聖母, zjednodušeně: 黄莲圣母, pchin-jin: huáng lián shèngmǔ). Jakožto bývalá prostitutka a potulná bavička se znalostmi bojových umění, se účastnila boxerského povstání. Během boxerského povstání zorganizovala a velela ženské rebelské jednotce Červené lucerny v Tchien-ťinu.

## Život
Lin se narodila na rybářské lodi v oblasti místní části Velkého kanálu v okolí Tchien-ťinu. Byla vytrénovaná v oblasti akrobacie a se svým otcem si vydělávala na živobytí jako potulná bavička. Ještě jako velmi mladá se začala se živit jako takzvaná „dívka ze slaných vod“ (anglicky saltwater girl, čínsky 咸水妹, pchin-jin: xián shuǐ mèi), výraz, který se v Čchingské říši používal pro pojmenování mladých prostitutek „prodávající své tělo na řece i na souši“. Brzy se jako velmi mladá také provdala, avšak její novomanžel byl zatčen britskými vojáky během razie proti obchodu s opiem a ve vězení na následky násilného zacházení a podvýživy brzy zemřel, ačkoli jiné zdroje tvrdí, že zemřel po násilném střetu s jedním z cizinců ve věznici. Podle nich byl navíc uvězněn tchán Lin Chej-er, nikoliv její manžel. Smrt manžela (či tchána) ji rozzuřila, a tak se Chej-er nejprve připojila ke stoupencům Bílého lotosu, později i k ideologicky stejně smýšlejícím rebelům boxerského povstání žádajících po pomstě na přivandrovalých cizincích. Jelikož se jako žena nemohla k samotným mužským stoupencům kvůli pravidlům jednotek jako žena připojit, a zároveň byla nadaná v oblasti bojových uměních, vůdcem boxerů Čang Te-čchengem odcestovala do Tchien-ťinu, kde začala shromažďovat ženy a rozhodla se vytrénovat ženské rekruty a založit jednotku Červených luceren pro mladé rebelky a bojovnice. Na břidlicové lodi podél Velkého kanálu vyvěsila vlajku s nápisem „svatá matka žlutého lotosu“. Zde prý vytvořila oltář, lákala a přitahovala ženy k tomu, aby se připojily k Červeným lucernám, a také léčila nemocné. Název rebelské skupiny se odvíjí od barvy jejich oblečení.
S vdovami bojovníků a rebelek boxerského povstání vytvořila Jednotku Modré lucerny a se starými ženami jednotku Černých luceren. Kromě toho vytvořila jednotka „Pánvové lucerny“ složené z kuchařek, které měly na starosti stravování povstaleckých jednotek. Do svých řad verbovala prostitutky, žebračky a ženy rolníků, naopak odmítala zámožné ženy jako zbytečné „lotosové nohy“.
V červenci 1900 spojené síly Aliance osmi národů vstoupily do měst Peking a Tchien-ťin, která rabovaly a drancovaly. Lin Chei-er a další vůdci kladli tvrdý odpor. Lin Chei-er byla zraněna během bitvy o Tchien-ťin a zajata spolu s ostatními představitelkami 14. července 1900, kdy je vojáci císařského vojska, kteří tajně pomáhali rebelům, nechali napospas svému osudu. Konec jejího života ani příčina jejího úmrtí není znám, její ostatky nebyly nalezeny. Pravděpodobně byla souzena a popravena. Avšak mezi lidmi se proměnila v hrdinku, a dobové lidové písně hlásaly, že přežila.
Pomník na její počest, památník Červených luceren, byl postaven v roce 1994 poblíž jejího místa narození. Její odkaz převládl, protože zahraniční nepřátelé prchali ve strachu před její mocí, když byly na lodích podél Velkého kanálu vyvěšeny červené lucerny.

## Účast na povstání
Lin Chej-er se podílela na mnoha aspektech boxerského povstání, včetně léčení nemocných a zraněných, sestavování bitevních plánů a vedení Červených luceren v bitvě. Její schopnosti byly na vyšší úrovni než ostatních Červených luceren a zahrnovaly i takové jako odšroubovat šrouby na cizích dělech. Údajně měla dokázat léčit zraněné pokropením čistou vodou a navrátit život mrtvým třením jejich těl. Údajně vedla Červené lucerny do bitev u stanice Lao-lung-tchou (stanice Velké čínské zdi) a Z'-ču-ling,, které jsou vzácným případem, kdy ženy bojovaly po boku mužů.
Chej-er si získala respekt u Červených luceren po konfrontaci s guvernérem a generálem Č'-li Jü-luem, který se bránil zásahům Boxerů proti cizincům. Poté, co odolával boxerským snahám i v době, kdy už v Tchien-ťinu začaly boje, se s ním Chej-er střetla. Přimlouvala se za jeho podporu a odsoudila ho za jeho odpor vůči boxerům. Po jejím úspěšném nátlaku Jü-lu ustoupil boxerům a slíbil svou budoucí podporu povstání. Konfrontace Lin Chej-er byla významná, protože byla jednak osobou z dělnické třídy, která smlouvala s osobou z třídy vládnoucí, ale také ženou ve vysoce patriarchální společnosti, která s neobvyklým úspěchem mluvila s mužem.